# Clifford Hammonds
Clifford Daniel Hammonds IV (Fort Bragg, 18 december 1985) is een Amerikaans basketballer.

## Carrière
Hammonds speelde collegebasketbal voor de Clemson Tigers van 2004 tot 2008. Hij werd niet gekozen in de NBA draft maar speelde wel in de NBA Summer League voor de Orlando Magic. Hij tekende zijn eerste contract bij het Turkse Darüşşafaka SK dat hem in december voor vijf wedstrijd in de EuroLeague uitleende aan Anadolu Efes SK en waarna hij in januari 2009 terugkeerde naar Darüşşafaka SK. In de zomer van 2009 speelde hij voor Piratas de Quebradillas in Puerto Rico. Voor het seizoen 2009/10 tekende hij een contract bij het Griekse Peristeri BC.
In de zomer van 2010 speelde hij opnieuw in de NBA Summer League ditmaal voor de Oklahoma City Thunder. In 2010 tekende hij een contract bij de Franse eersteklasser LDLC ASVEL. Het seizoen erop tekende hij bij de Turkse eersteklasser Bandırma Banvitspor waar hij een seizoen speelde. Het seizoen 2012/13 speelde Hammonds bij het Bosnische KK Igokea. In 2013 tekende hij bij de Duitse eersteklasser Alba Berlin waar hij twee seizoenen speelde. In oktober 2015 werd hij gedraft als 12e in de eerste ronde door de Rio Grande Valley Vipers in de NBA D-League draft. In november 2015 werd hij geruild samen met een draftpick naar de Reno Bighorns in de NBA D-League voor Jordan Hamilton en twee draftpicks. Voor het seizoen 2016/17 tekende hij bij de Franse eersteklasser Limoges CSP maar verliet de club in november 2016 voor het Duitse Riesen Ludwigsburg waar hij het seizoen uitspeelde.
In de zomer van 2017 speelde hij voor een tweede keer voor Piratas de Quebradillas uit Puerto Rico. Voor het seizoen 2017/18 tekende hij een contract bij de Duitse eersteklasser s.Oliver Würzburg waar hij een seizoen speelde. Van 2018 tot 2019 speelde hij voor Spirou Charleroi in de Belgische competitie. In 2019 tekende Hammonds een contract bij de Griekse eersteklasser Ifaistos Limnou BC maar de ploeg ging failliet. Hij tekende in november 2020 bij reeksgenoot Ionikos Nikaias BC. In januari 2021 tekende hij een contract bij Limburg United in de Belgische competitie en zag dat contract de twee seizoenen erop telkens verlengd worden. Zijn kinderen spelen ook in de jeugd van Limburg en zijn oudste zoon zat eenmalig in de selectie in het seizoen 2022/23 van de eerste ploeg.
Aan het einde van het seizoen 2024/25 werd zijn aflopende contract niet verlengd.

## Erelijst
- Duits bekerwinnaar: 2014
- Duitse supercup: 2013, 2014
- Clemson Athletic Hall of Fame: 2018[14]
- All-Pro Basketball League Teams: 2019
- Belgisch bekerwinnaar: 2022, 2024